# エルム街の悪夢4 ザ・ドリームマスター 最後の反撃
『エルム街の悪夢4 ザ・ドリームマスター 最後の反撃』（エルムがいのあくむフォー ザ・ドリームマスター さいごのはんげき、A Nightmare on Elm Street 4: The Dream Master）は、1988年のアメリカ映画。
日本公開時の邦題は『ザ・ドリームマスター 最後の反撃』。ビデオソフト化に際し、『エルム街の悪夢４』が追加されている。

## ストーリー
前作から2年、クリスティンはまたもフレディに襲われる悪夢に悩まされていた。そしてとうとうフレディは復活し、クリスティンの仲間は次々と殺され、ついには彼女も惨殺された。だが彼女は死の直前に超能力によって、恋人・リックの妹で友人のアリスを夢の世界に呼び込んだ。アリスは夢を自在にコントロールする「ドリーム・マスター」であり、やがて彼女はフレディとの対決を決心する。

## 登場人物
フレディ・クルーガー
人の夢の中に出現し、殺人を続ける殺人鬼。前作で消滅したが、今作でキンケイドの愛犬ジェイソンが、遺体を掘り起こしたため復活する。
アリス・ジョンソン
今作の主人公。デニスの娘でリックの妹。クリスティンの意志を継ぎ、ドリームマスターとしてフレディと戦う。
クリスティン・パーカー
3の主人公で生存者。前作でフレディの悪夢から生還したが、また悪夢に悩まされるようになり、フレディに悪夢の中で焼却炉に投げ込まれ、焼き殺される。
リック・ジョンソン
アリスの兄。東洋武術の空手やヌンチャクで体を鍛えている。妹を心配している。友達思いで妹思い。陽気な性格で（ハローベイビー）が口癖。
ダン・ジョーダン
アリスと同じクラスにいる男性。アリスと共にフレディと戦う。このときはまだスピードマニアではない。
デビー・スティーヴンス
アリスの友人。アリスとは一緒のバイトの職場。陽気でサバサバした性格。フレディにゴキブリにされ、無残な最期を遂げてしまう。
シーラ・コペッキー
アリスの友人。物理の試験中、フレディの悪夢に会ってしまう。持病があり、喘息持ち。見た目によらず、真面目な性格。
ジョーイ・クルーセル
3の生存者でクリスティンの友人。4では二人目の犠牲者となる。女好き。クリスティンの警告を無視したためフレディに無残に殺害される。
ローランド・キンケイド
3の生存者でクリスティンの友人。ジェイソンという名前の犬を飼っており、ジョーイと共にクリスティンの警告を無視する。夢の中でジェイソンがフレディを復活させた為、4での最初の犠牲者となってしまった。フレディに腹を爪で刺され死亡。ジョーイ同様、若くして命を落とす。

## キャスト
| 役名                   | 俳優                   | 日本語吹替                                                       |
| 役名                   | 俳優                   | テレビ東京版                                                     |
| ---------------------- | ---------------------- | ---------------------------------------------------------------- |
| フレディ・クルーガー   | ロバート・イングランド | 青野武                                                           |
| アリス・ジョンソン     | リサ・ウィルコックス   | 井上喜久子                                                       |
| クリスティン・パーカー | チューズデイ・ナイト   | 玉川紗己子                                                       |
| リック・ジョンソン     | アンドラス・ジョーンズ | 松本保典                                                         |
| ダン・ジョーダン       | ダニー・ハッセル       | 中田和宏                                                         |
| デビー・スティーヴンス | ブルック・ゼイス       | 麻上洋子                                                         |
| シーラ・コペッキー     | トイ・ニューカーク     | 松岡ミユキ                                                       |
| デニス・ジョンソン     | ニコラス・メレ         | 城山知馨夫                                                       |
| エレイン・パーカー     | ブルック・バンディ     | 滝沢久美子                                                       |
| ジョーイ・クルーセル   | ロドニー・イーストマン | 鳥海勝美                                                         |
| ローランド・キンケイド | ケン・サゴーズ         | 塩屋翼                                                           |
| その他                 |                        | 大谷育江 梁田清之 火野カチコ 種田文子 真殿光昭 西村知道 岡部政明 |
| 演出                   |                        | 向山宏志                                                         |
| 翻訳                   |                        | 島伸三                                                           |
| 調整                   |                        | 高久孝雄                                                         |
| 効果                   |                        | リレーション                                                     |
| 制作                   |                        | 東北新社                                                         |
| 初回放送               |                        | 1992年9月3日 『木曜洋画劇場』                                    |

## スタッフ
- 監督：レニー・ハーリン
- 美術：ミック・ストローン、C・J・ストラウン
- 衣装：オードリー・M・バンズマー
- 字幕：岡枝慎二

## 評価
映画は1765館の劇場で公開され、初週末に1280万ドルを稼いだ。 国内の興行収入は4930万ドルで、『エルム街の悪夢』シリーズでは『フレディVSジェイソン』に次いで二番目に高い。
レビュー・アグリゲーターのRotten Tomatoesでは30件のレビューで支持率は53%、平均点は5.00/10となった。Metacriticでは10件のレビューを基に加重平均値が56/100となった。
第9回ゴールデンラズベリー賞で最低主題歌賞にノミネートされた。

## サンプリング
1991年、オランダを拠点とするDJ ポール・エルスタックがメンバーであり、ヒット作「James Brown Still Alive!!」を出したことで知られるハードコアテクノユニットHOLY NOISEが、ベルギーのダンスミュージックレーベルであるHithouse Recordsから、フレディのものなど劇中の音声をサンプリングした作品「The Nightmare」をリリースした。元ネタは『エルム街の悪夢4 ザ・ドリームマスター 最後の反撃』の主人公と決闘するシーン等であるが、権利者からサンプリングの使用許可が下りていたかどうかは不明である。
このレコードは人気があり、複数のバージョンが存在する。1992年にオランダのハードコアテクノレーベルであるRotterdam Recordsやベルギーの大手ダンスミュージックレーベルZYX Recordsにライセンスされ、新たにリミックスした上でリリースされた。
日本では1992年にavex traxから発売されたRotterdam Recordsのコンピレーションアルバム「ROTTERDAM TECHNO IS HARD HARD HARD!!」にこの曲（誰が聴いても明らかに『エルム街の悪夢』だとわかるPower Mixと名づけられたリミックスバージョン）が収録されており認知度は高い。